# Tuberculum minus humeri

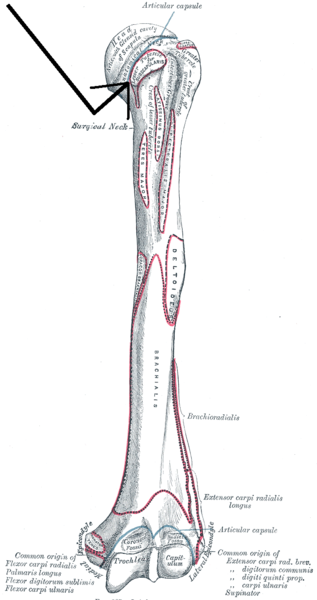
A felkarcsont (a nyíl mutatja a dudort)

A tuberculum minus humeri a felkarcsont (humerus) felső végén található. Kisebb, mint a párja, a tuberculum maius humeri. Szemben helyezkedik el, és kiállóbb, mint a párja. A kiálló része tapadási helyet biztosít a lapocka alatti izom (musculus subscapularis)  inának.